# Greatest Time of Year
Greatest Time of Year è un singolo di Aly & AJ pubblicato nel 2006 da Hollywood Records. È il primo e l'unico singolo tratto dal primo album natalizio Acoustic Hearts of Winter.

## Il disco
Il singolo fu usato per il film Santa Clause 3, come accadde per la canzone di Hilary Duff "Santa Clause Lane", usata per il film Santa Clause 2. Nel videoclip sono presenti scene tratte dal film ed è stato trasmesso per la prima volta il 16 ottobre 2006 su Disney Channel.  Il singolo esordì nella posizione numero 96 della classifica statunitense Billboard Hot 100.
Fu pubblicata su iTunes la versione singola senza il ritornello all'inizio della canzone, come nel video. La canzone è presente nell'album natalizio Disney Channel Holiday.
Ad oggi il singolo è stato scaricato circa 400.000 volte ed esso è uno dei maggiori singoli di successo di Aly & AJ

## Il Video
- Il video musicale fu diretto da Declan Whitebloom.[1]
- Il video musicale non include l'introduzione e inizia subito dal primo verso della canzone, inizia quindi, 8 secondi in anticipo rispetto alla versione contenuta nell'album.

Non ci sono altre differenze.
- Il video è andato in onda per la prima volta su Disney Channel nell'Ottobre 2006.
- Su MTV.com è stata inserita la versione del video che non include alcuna scena del film Santa Clause 3.

Nel dicembre 2007 Disney Channel Italia ha trasmesso il video musicale per promuovere la raccolta natalizia Disney Channel Christmas Hits. La versione del video mandata in onda in Italia è la stessa del sito MTV.com, ovvero, senza alcuna scena del film Santa Clause 3.

## Distribuzione
| Data             | Paese  | Formato          | Etichetta         |
| ---------------- | ------ | ---------------- | ----------------- |
| Settembre 2006   | States | Radio Disney     | Hollywood Records |
| 21 novembre 2006 | States | Digital Download | Hollywood Records |

## Classifiche
| Classifica (2006)      | massima posizione |
| ---------------------- | ----------------- |
| U.S. Billboard Hot 100 | 96                |
| U.S. Billboard Pop 100 | 72                |
| U.S. Hot Digital Songs | 67                |